# Christine Mayr
Christine Mayr (* 14. August 1956 in Bozen) ist eine Südtiroler Juristin und Politikerin.

## Biographie
Mayr absolvierte an den Universitäten Florenz und München ein Studium der Rechtswissenschaften, das sie 1980 in Florenz abschloss. In der Folge nahm sie in Bozen ihre Tätigkeit als Rechtsanwältin auf. Beruflich engagiert sie sich insbesondere für Frauenrechte, Familien und Jugendliche. 1991 wurde Mayr Vorsitzende der Frauenbewegung innerhalb der Südtiroler Volkspartei (SVP), im selben Jahr Vize-Obfrau der Partei. Von 1993 bis 1998 hatte sie ein Mandat im Südtiroler Landtag und damit gleichzeitig im Regionalrat Trentino-Südtirol inne.